# الجدل حول الحاسوب المحمول لهنتر بايدن

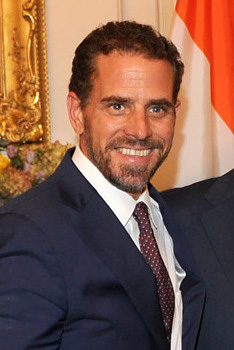
هنتر بايدن في 2014

في أكتوبر 2020، نشأ جدل يتعلق ببيانات من حاسوب محمول مملوك لهنتر بايدن. قال مالك متجر الحاسوب في ديلاوير، جون بول ماك إسحاق، إن الحاسوب المحمول قد تركه رجل عرّف عن نفسه باسم هنتر بايدن. كما ذكر ماك إسحاق أنه كفيف قانونيًا ولا يمكنه التأكد مما إذا كان الرجل هو هنتر بايدن بالفعل. قبل ثلاثة أسابيع من الانتخابات الرئاسية الأمريكية لعام 2020، نشرت صحيفة نيويورك بوست قصة على الصفحة الأولى قدمت فيها رسائل بريد إلكتروني من الحاسوب المحمول، زعمت أنها أظهرت فساد جو بايدن، المرشح الرئاسي الديمقراطي ووالد هنتر بايدن. وفقًا للصحيفة، استندت القصة إلى معلومات قدمها ماك إسحاق إلى رودي جولياني، المحامي الشخصي للرئيس الحالي والمرشح دونالد ترامب. أثبت التحليل الجنائي لاحقًا صحة بعض رسائل البريد الإلكتروني من الحاسوب المحمول، بما في ذلك إحدى رسالتي البريد الإلكتروني اللتين استخدمتهما الصحيفة في تقريرها الأولي.
بعد وقت قصير من نشر صحيفة نيويورك بوست للقصة، حظرت شركات التواصل الاجتماعي الروابط المؤدية إليها، بينما رفضت وسائل إعلام أخرى نشر القصة بسبب مخاوف تتعلق بمصدر المعلومات وشكوك حول إمكانية أن تكون جزءًا من حملة تضليل روسية. بحلول مايو 2023، لم يظهر أي دليل علني يدعم الشكوك بأن الحاسوب المحمول كان جزءًا من مخطط تضليل روسي.
في ديسمبر 2019، وبموجب أمر استدعاء أصدرته هيئة محلفين كبرى في ويلمنغتون، استولى مكتب التحقيقات الفيدرالي على الحاسوب المحمول من ماك إسحاق. وخلص محققو مكتب التحقيقات الفيدرالي الذين تعاملوا مع الحاسوب المحمول الخاص بهنتر بايدن بسرعة في عام 2019 إلى أن «الحاسوب المحمول كان ملكًا له حقًا ولم يبدُ أنه تعرض للتلاعب أو العبث». وفي يونيو 2024، استخدم المدعون الفيدراليون الحاسوب المحمول دليلًا باعتباره جزءًا من قضية جنائية ضد هنتر بايدن، إلى جانب شهادة من أحد عملاء مكتب التحقيقات الفيدرالي المشاركين في التحقق من صحة الحاسوب المحمول والتحقيق فيه.
وصلت بيانات القرص الصلب إلى مستشار ترامب ستيف بانون قبل أن تصبح معروفة للعامة. حاول ترامب تحويل القصة إلى مفاجأة في أكتوبر للإضرار بحملة جو بايدن من خلال الادعاء الكاذب بأنه أثناء وجوده في منصبه، تصرف بايدن بشكل فاسد فيما يتعلق بأوكرانيا لحماية ابنه. لم يجد تحقيق مشترك أجرته لجنتان جمهوريتان في مجلس الشيوخ صدر في سبتمبر 2020 وتحقيق أجرته لجنة الرقابة الجمهورية في مجلس النواب صدر في أبريل 2024 أي مخالفات من جانب جو بايدن فيما يتعلق بأوكرانيا ومعاملات ابنه التجارية هناك. كتب موقع بوليتيفاكت في يونيو 2021 أن الحاسوب المحمول تعود ملكيته بالفعل لهنتر بايدن، لكنه لم يثبت تورط جو بايدن في أي مخالفات.
بدءًا من عام 2021، بدأت وسائل الإعلام في التحقق من صحة بعض محتويات الحاسوب المحمول. في عام 2021، تحققت بوليتيكو من رسالتي بريد إلكتروني رئيسيتين استخدِمتا في التقارير الأولية لصحيفة واشنطن بوست من خلال مقارنة رسائل البريد الإلكتروني بمجموعات بيانات أخرى والاتصال بمتلقيها. نشرت سي بي إس نيوز تحليلًا جنائيًا فحص نسخة «نظيفة» من البيانات التي حصلوا عليها مباشرة من ماك إسحاق. وخلصت إلى أن البيانات «النظيفة»، بما في ذلك أكثر من 120 ألف رسالة بريد إلكتروني، تعود لهنتر بايدن ولم يُعدل عليها، في حين أن النسخ الأخرى التي وزعها عملاء الحزب الجمهوري «ربما جرى العبث بها». تحققت وسائل إعلام أخرى من أجزاء من البيانات، لكنها أشارت إلى وجود مشاكل في التحقق الكامل من النسخ التي كانت تعمل عليها.

## خلفية
أثار التغطية الإعلامية للحاسوب المحمول تكهنات حول نظرية مؤامرة بايدن-أوكرانيا، والتي زعمت زورًا أن نائب الرئيس آنذاك جو بايدن تصرف في أوكرانيا لحماية ابنه من تحقيق فساد من قبل المدعي العام الأوكراني فيكتور شوكين. في 14 أكتوبر 2020، نشرت صحيفة نيويورك بوست مقالًا يستند إلى بريد إلكتروني من الحاسوب المحمول حول اجتماع مزعوم بين نائب الرئيس آنذاك جو بايدن ومستشار بوريسما فاديم بوزهارسكي. أنكرت حملة بايدن أن يكون لجو بايدن أي اجتماع مع بوزهارسكي وقالت إنه، حتى لو التقيا، فسيكون ذلك لقاءً عابرًا. قال شهود في العشاء الذي زُعم لقاؤهما فيه أن جو بايدن مر لفترة وجيزة لرؤية صديق قديم. ذكرت صحيفة بوست في قصتها أن بوزهارسكي رفض التعليق، ولم يعلق على صحفي من بوليتيكو الذي جرى تقريرًا موسعًا حول القصة بعد عام.
ذكرت صحيفة واشنطن بوست أن رسالة البريد الإلكتروني عُثر عليها في مخبأ للبيانات المستخرجة من القرص الصلب الخارجي لجهاز حاسوب محمول مملوك لهانتر بايدن. وذكرت الصحيفة أن صاحب ورشة الإصلاح نسخ القرص الصلب الخارجي قبل أن يصادره مكتب التحقيقات الفيدرالي الأمريكي، وأن النسخة قدمها لاحقًا محامي دونالد ترامب، رودي جولياني. وأصدرت هيئة محلفين كبرى أمر الاستدعاء لمصادرة الحاسوب المحمول نيابة عن مكتب المدعي العام الأمريكي في ويلمنغتون، والذي قيل لاحقًا إنه كان يحقق مع هنتر بايدن بشأن الضغط والمسائل المالية منذ عام 2018 على الأقل.
شككت العديد من وسائل الإعلام الرئيسية والمحللين في صحة تقرير الصحيفة بسبب الغموض الأولي حول مصدر الحاسوب المحمول وسلسلة حيازته وأصل محتوياته. بسبب حملات التأثير الروسي السابقة خلال انتخابات عام 2016، وخاصة إصدار وثائق جرى الحصول عليها من خلال هجمات إلكترونية روسية استهدفت جون بوديستا واللجنة الوطنية الديمقراطية، أصبحت وسائل الإعلام ومسؤولو الاستخبارات أيضًا يشككون في حملة تضليل محتملة من قبل المخابرات الروسية أو وكلائها. اشتبه المحللون في تورط روسيا في تسريبات عام 2017 لرسائل البريد الإلكتروني التي تتضمن الرئيس الفرنسي إيمانويل ماكرون قبل يومين من الانتخابات الوطنية، والتي تضمنت رسائل بريد إلكتروني مزيفة مختلطة برسائل حقيقية. مما زاد من المخاوف، أن جولياني التقى بأندري ديركاش، الذي تأكد لاحقًا أنه عميل روسي، أثناء قيامه بأبحاث معارضة ضد جو بايدن في أوكرانيا عام 2019.

## تقرير صحيفة نيويورك بوست
في 14 أكتوبر 2020، نشرت صحيفة نيويورك بوست مقالات تحتوي على رسائل بريد إلكتروني مزعومة مجهولة المصدر تشير إلى أن هنتر بايدن قدم (فرصة) لفاديم بوزارسكي، مستشار مجلس إدارة بوريسما، لمقابلة والده، نائب الرئيس آنذاك جو بايدن. صرح جو بايدن في سبتمبر 2019 أنه لم يتحدث أبدًا مع ابنه عن تعاملاته التجارية الخارجية. نفت حملته الرئاسية عقد مثل هذا الاجتماع وذكرت أن صحيفة نيويورك بوست لم تتصل بهم أبدًا «بشأن العناصر الأساسية لهذه القصة». قال مايكل كاربنتر، مستشار السياسة الخارجية لنائب الرئيس بايدن في عام 2015، لصحيفة واشنطن بوست إنه رافق جو بايدن خلال جميع اجتماعاته بشأن أوكرانيا: «لم يلتق قط ببوزارسكي. في الواقع، لم أسمع أبدًا عن هذا الرجل حتى انتشرت قصة نيويورك بوست». أظهرت إحدى رسائل البريد الإلكتروني المزعومة أن بوزارسكي قال إنه سيشارك المعلومات مع آموس هوكشتاين، مستشار وزارة الخارجية المقرب من نائب الرئيس بايدن، على الرغم من أن هوكشتاين صرح قائلًا: «لقد استدعت لجنة التحقيق الجمهورية في مجلس الشيوخ جميع سجلاتي، بما في ذلك الرسائل الإلكترونية والتقويمات، ولم يكن هناك أي ذكر لهذا الرجل. لقد قدتُ جهود الطاقة الأمريكية في أوكرانيا ولم أسمع عنه حتى الأمس».